# Mérleg utca (Budapešť)
Mérleg utca je ulice v hlavním městě Maďarska, Budapešti. Leží v samotném středu města, v pátém obvodě. Je dlouhá cca 240 m a spojuje západo-východním směrem náměstí Istvána Széchenyiho s ulicí 6. října.

## Název
Ulice nese název podle vah.

## Historie
Ulice vznikla v souvislosti se šířením Pešti na sever na konci 18. století. Původně se jmenovala v němčině Waag-Gasse, do maďarštiny byl její název převeden a zůstal. Po nějakou dobu se zde nacházel nejluksusnější hotel v Budapešti ve své době – Tigris szalló, který byl ale nakonec přestavěn na bytový dům.

## Doprava
Jedná se o jednosměrnou ulici; západní a východní část mají opačný přikázaný směr jízdy.

## Významné objekty
- Palác Gresham
- Ministerstvo vnitra Maďarska
- park Hild tér